# Tapajós
Tapajós (portugalsky Rio Tapajós [tapažos]) je řeka v Jižní Americe v Brazílii ve státech Mato Grosso a Pará. Je přibližně 2200 km dlouhá. Povodí má rozlohu přibližně 487 000 km².

## Průběh toku
Vzniká soutokem řek Juruena a Telis Piris ou San Manuel, které pramení na vysočině Serra dos Parecis a protékají západní částí Brazilské vysočiny, kde vytvářejí peřeje a vodopády. Po soutoku zdrojnic řeka protéká Amazonskou nížinou, kde také vytváří peřeje a vodopády. Na dolním toku činí šířka koryta 15 km. Ústí zprava do Amazonky.

## Vodní režim
Zdrojem vody jsou především dešťové srážky. Průměrný průtok vody činí 15 500 m³/s. K nejvyššímu vzestupu hladiny, který dosahuje 7 až 8 m, dochází v období od listopadu do března. Od května do října je v řece málo vody.

## Využití
Vodní doprava je možná od města São Luís do Tapajós k ústí v délce 300 km.